# Revisionslagen
Revisionslagen är en finländsk lag (1141/2015) som innefattar reglering av bokföringsskyldiga sammanslutningars och stiftelsers revisionsskyldighet och revision och övrig reglering av revisorsverksamheten.  Den trädde i kraft 1 januari 2016.
Motsvarigheten i Sverige benämns Revisionslag (1999:1079)

## Definition
Revisionslagens syfte är att ge allmänna bestämmelser om revisorer och revision. Exempel på detta är till exempel vem som måste välja revisor och vem som får utföra den, revisionens innehåll där det menas vad man behöver rapportera och vilket innehåll den ska ha. Även övriga bestämmelser såsom etiska principer, olika mandatperioder, vilket innebär hur länge man får ha en och samma revisor i (börsbolag), samt många andra bestämmelser ingår.

## Internationell lagstiftnings inverkan på revisionslagen i Finland
Revisionslagen i Finland förutsätter utifrån vad som regleras i lagen att även tillämpa internationella revisionsförbundet IFAC:s standarder. Standarderna avser att stärka branschens enighet internationellt och därmed främja den internationella handel.
Finland är en del av Europeiska Unionen och den inre marknaden. Därmed påverkar även EU:s förordningar och direktiv lagstiftningen. I augusti 2016 trädde den senaste revisionsförordningen (537/2014) samt revisionsdirektivet (2014/24/EU) i kraft i Finland. Syftet bakom EU regleringen är att göra revisionen mera transparent och pålitlig inom unionen.
EU förordningen och direktivet gäller främst samfund kopplade till det allmänna intresset, så kallade public interest entities (PIE-samfund) som till exempel publikt noterade bolag. Förändringarna för revisionsbolagen i Finland i och med EU-kraven syns mest i nya krav gällande hur revisionsberättelsen skall upprättas, krav på rotation av revisionsbolag och begränsningar av erbjudandet av andra tjänster till sina kunder vid sidan om de lagstadgade revisionstjänsterna.
Revisionsberättelsen skall upprättas mera förklarande. Bland annat de största riskerna för fel i revisionsberättelsen måste tas upp. Dessutom måste det förklaras varför de anses vara de största riskerna och hur man i revisionen behandlat dem.
Kravet på rotation av revisor innebär att en affärsrelation mellan revisionsbolaget och kundbolget kan som mest får vara i tio år varefter kunden måste konkurrensutsätta revisorn. Om samma revisor vid konkurrensutsättningen visar sig vara förmånligast kan förhållandet tillåtas fortsätta i 10 år till. Tanken är att minska risken för bristande objektivitet som kan uppstå i långvariga affärsrelationer.
Begränsningarna gällande  erbjudande av andra tjänster än endast de lagstadgade revisionstjänsterna som till exempel konsultering och rådgivning avser att minska risken för att revisionsbolaget blir ekonomiskt beroende av sin kund vilket även kan påverka revisorns objektiva bedömning av företagets verksamhet.
Förordningen och direktivet påverkar även övervakningen av revision med att centrera den till endast en instans. Examenskraven för revisorer påverkas även markant.